# مسابقه آواز یوروویژن ۲۰۰۳
مسابقه آواز یوروویژن ۲۰۰۳ ۴۸مین مسابقه آواز یوروویژن بود که در اسکونتو هال، ریگا، لتونی در ۲۴ مارس ۲۰۰۳ برگزار شد. سرتاب ارنر، نماینده ترکیه با ترانه هرگونه که بتوانم و با امتیاز ۱۶۷ اول شد. بلژیک و روسیه دوم و سوم شدند، امتیاز آنان تا سه امتیاز از امتیاز ترکیه کمتر بود.